# Europees Sociaal Forum
Het Europees Sociaal Forum (ESF) is een jaarlijkse bijeenkomst van organisaties (NGO's) en individuen, die veelal deel uitmaken van de alternatieve Andersglobalismebeweging, om hun activiteiten in Europa te coördineren en om strategieën uit te wisselen en te verfijnen. Er zijn sterke banden met het Wereld Sociaal Forum. 

## Onderwerpen
Onder de vaste onderwerpen die op een ESF aan bod komen zijn onder andere globalisering, racisme, het milieu en vluchtelingenbeleid.

## Geschiedenis
Het eerste forum werd gehouden in november 2002 in Florence, onder het motto Tegen oorlog, racisme en neo-liberalisme. De basis werd gelegd voor de massale demonstraties tegen de Irakoorlog op 15 februari 2003.
Het tweede ESF was in november 2003 in Parijs en het derde in oktober 2004 in Londen. Volgens de organisatoren namen er zo'n 25.000 mensen deel aan het derde forum, en waren er 2500 sprekers, onder wie Ahmed Ben Bella, Gerry Adams en Mustafa Barghouti. De manifestatie eindigde met een massale demonstratie in het centrum van Londen. 
Het vierde forum werd gehouden in Athene van 4-7 mei 2006, het vijfde in Malmö op 17-21 september 2008 en het zesde in Istanboel op 1-4 juli 2010.

## Nationale fora
Er is ook een Nederlands Sociaal Forum, dat in november 2004 voor de eerste keer werd georganiseerd in Amsterdam en in mei 2006 voor de tweede keer plaatsvond in Nijmegen. In België kent men het Sociaal Forum van België.